# Villanueva de Carrizo
Villanueva de Carrizo es una localidad perteneciente al municipio de Carrizo de la Ribera, en la provincia de León, comunidad autónoma de Castilla y León, España.

## Demografía
Evolución de la población
| Gráfica de evolución demográfica de Villanueva de Carrizo entre 2000 y 2017 |
|                                                                             |
| Población de derecho (2000-2017) según el padrón municipal del INE          |